# Apoda avellana
Apoda avellana is een vlinder uit de familie van de slakrupsvlinders (Limacodidae). De wetenschappelijke naam werd gepubliceerd in 1758 door Carl Linnaeus in de tiende editie van Systema naturae.